# Dryopteris macrolepidota
Dryopteris macrolepidota är en träjonväxtart som beskrevs av Edwin Bingham Copeland. Dryopteris macrolepidota ingår i släktet Dryopteris och familjen Dryopteridaceae. Inga underarter finns listade.